# Schuldruckerei

„Elfchen“ im Handsatz
mit Schmuck-Elementen

Die Schuldruckerei ist in der Grundschule ein Arbeitsmittel der Freinet-Pädagogik und wird auch „Freinet-Druckerei“ genannt. Sie steht meistens in einer Arbeitsecke (Atelier) und enthält mehrere Schriftkästen mit Buchstaben, Zeichen und Zahlen von unterschiedlicher Größe und Form. Des Weiteren gehört eine kleine Presse zum Umfang der Schuldruckerei. Die gesamte Druckerei wird innerhalb der Lehrkräfte zum Beispiel halbjährlich weitergereicht, sodass es jedem innerhalb der Freiarbeit ermöglicht wird, sie für die eigene Klasse zu beanspruchen.

Die Schüler können hier selbst verfasste Texte – mit normalen Materialien und Geräten aus dem Buchdruck – setzen und diese drucken. Dafür muss jeder Bleibuchstabe (Letter) von Hand in einen Messinghalter (Setzrähmchen) geschraubt und Zeile für Zeile auf eine Presse gelegt werden. Anschließend werden die Zeilen mit Druckfarbe eingewalzt und auf einer Klappflügelpresse oder Rollenpresse gedruckt.
Oft werden die Texte illustriert und die Seiten zu Büchern oder Kalendern weiterverarbeitet. Gängige Bild-Drucktechniken in der Schule sind unter anderem der Linolschnitt, der Kartondruck, der Holz-Furnierdruck, der Material-Druck und der Polystyroldruck.
Die Schuldruckerei war neben dem Einsatz in der Grundschule (als Teil der Freinet-Pädagogik) auch als Druck-AG in den weiterführenden Schulen beliebt. Durch den Einsatz von Computern an der Schule wurde die Schuldruckerei verdrängt oder ersetzt. Die Bild-Drucktechniken werden weiterhin im Rahmen des Kunstunterrichts ihren Platz haben.

## Ziele der „Freinet-Druckerei“

Ein Freinet-Setzkasten
in der École Freinet, Vence

Der Reformpädagoge Célestin Freinet suchte ein Arbeitsmittel für die Freiarbeit, mit dem die Schüler ihre eigenen Texte (aus ihrem Leben, im Freien Ausdruck) selbständig dokumentieren, präsentieren und vervielfältigen können. Dies geschah in einer Arbeitsecke (Atelier) mit Druck-Materialien, die Freinet zusammen mit anderen Lehrern für die Kinder weiterentwickelte.
- Sein Hauptziel des Arbeitens mit der Druckerei war es, den „Kindern das Wort“ zu geben und „weg von den Lehrbüchern“.
- Die Druckerei regt zum spontanen und kreativen Schreiben an und fördert die Rechtschreibung.
- Die Texte aus der Lebenswelt (Freier Ausdruck) ersetzen zum Teil die Fibel (vorlesen, Unterricht anhand der eigenen Texte).
- Die Klassenzeitungen werden an Korrespondenzklassen geschickt (Kommunikation mit anderen Städten und Ländern).
- Sie motiviert zu selbständigem Arbeiten und unterstützt das soziale Lernen in der Gruppe (Kooperation und gegenseitige Hilfe).
- Die Illustrationen vertiefen nochmals das eigene Erlebnis, das Experiment oder die Exkursion.

## Material und Geräte

Eine Klappflügelpresse
in der École Freinet, Vence

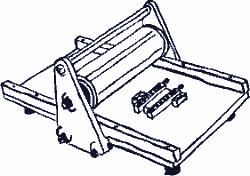
Eine Rollenpresse
mit Setzrähmchen

Für die Hand der Schüler wurden zum Teil besondere Materialien und Geräte entwickelt. Freinet gründete mit anderen Lehrern eine Kooperative, die diese Materialien weiterentwickelte und günstig verkaufte.
- Buchstaben (Lettern)

Die Druckschriften, mit denen Texte in der Grundschule gesetzt werden, gibt es meist in den Schriftgraden (Schriftgrößen) 24 Punkt (laufender Text) und 36 Punkt (für Überschriften). Die oft benutzten Schriften sind Garamond bzw. Times (mit Serifen) oder Arial bzw. Univers (serifenlos). Sie werden für Kinder sogar mit einer bleilosen Legierung gegossen.
- Setzkasten

Schriften mit Schriftgraden über 20 Punkt werden normalerweise in einem Steckschriftkasten aufbewahrt. Die Lettern sind in ihm in alphabetischer Reihenfolge angeordnet. Dafür gibt es sogar spezielle Freinet-Setzkästen im Querformat (siehe Foto).
- Setzrähmchen

Anstelle des Winkelhakens werden in der Schule die Lettern in einem kleinen Setzrahmen zu einem Wort oder einer Zeile gesetzt werden. Der Setzrahmen besteht aus dünnen Metallschienen und einer Feststellschraube, mit deren Hilfe die Lettern nach dem Auffüllen mit Blindmaterial zusammengehalten werden. Die Setzrähmchen gibt es für unterschiedliche Schriftgrade (24p und 36p). 
- Farbwalze und Färbebrett

Als Gummiwalze zum gleichmäßigen Auftragen der Druckfarbe auf die Druckform benutzen wir in der Schule die Linolwalze. Vor dem Einwalzen der Druckform (Lettern oder Bild-Druckform) wird mit der Walze die Farbe zu einem gleichmäßigen Film auf einer Bad-Fliese, Glas- oder Holzplatte verrieben. 
- Klappflügelpresse

C. Freinet suchte eine Presse, die auch von Kindern leicht zu bedienen war. Er fand die Klappflügelpresse, in der Texte (in Setzrähmchen) im A5-Format zu drucken sind.
- Rollenpresse

Eine einfache Druckpresse (früher für Korrekturabzüge) für Texte (in Setz- oder Schließrahmen) und aufgeblockte Bild-Druckstöcke.

## Bilddrucktechniken

Farb-Linolschnitt
mit „verlorener“ Platte

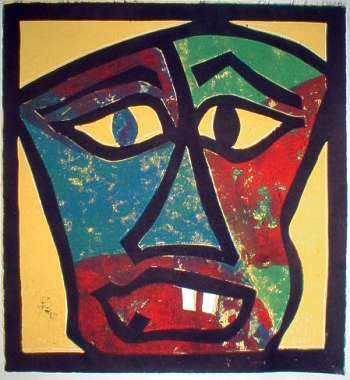
Kartonritz- und Schäldruck

Holzfurnierdruck
kombiniert mit Handsatz

Weißlinien-Druck
mit feinporigem Polystyrol

Materialdruck
mit Ornament-Tapete

In der Grundschule sind die nachstehenden Verfahren möglich. Die meisten sind Hochdruckverfahren, wobei der Druckstock entweder durch eine Linolpresse gedreht wird oder für die Rollenpresse auf Schrifthöhe aufgeblockt werden muss. Freinet kannte außer dem Linoldruck den Kartondruck, den Holzfurnier-Druck, den Kordeldruck und den Limograf.
Schwierigere Verfahren wie Kaltnadel-Radierung (Tiefdruck) oder Siebdruck werden in den weiterführenden Schulen genutzt.
- Linolschnitt:

Der Linolschnitt ist die bekannteste Bilddrucktechnik. Man kann ihn schon ab der ersten Klasse einsetzen, da sich PVC-Bodenbelag-Reste leicht schneiden lassen. Dabei sind einige Sicherheitsregeln zu beachten: So sollte die zu schneidende Linolplatte auf ein Schneidbrett gelegt werden. Das Schneidmesser-Set, aus Schnitzmesser, Hohleisen mit Klinge und Geißfuß (V-förmige Klinge) bestehend, sollte scharf sein, damit mit wenig Kraftaufwand geschnitten werden kann. Die „Haltehand“ wird mit einem Arbeitshandschuh geschützt. Linoleum lässt sich leichter schneiden, wenn es etwas erwärmt wird. Noch leichter und feinliniger lassen sich Reste von PVC-Bodenbelägen schneiden.

Es gibt viele Möglichkeiten, mit diesen Materialien gestalterisch zu arbeiten. Eines ist jedoch auch hier wie bei allen Hochdrucktechniken gleich: Die erhabenen Teile drucken, die weggeschnittenen nicht. 
Die „verlorene“ Platte: Diese besonders kreative Drucktechnik lässt sich am besten als Linolschnitt oder Kartonritz- und -schäldruck ausführen.

Zuerst wird ein Entwurf auf dünnem Papier gefertigt. Dieser wird seitenverkehrt auf die Druckplatte gelegt und durchgedrückt. Die Linien werden nachgeschnitten.

Die Druckplatte wird zuerst mit der hellsten Farbe eingewalzt und mit einer Presse gedruckt. Es entsteht ein Weißliniendruck. Die Flächen, die nun in der ersten Druckfarbe erhalten bleiben sollen, werden aus der Druckplatte herausgeschnitten. Die Druckplatte wird mit einer dunkleren Farbe eingewalzt und in der Presse passgenau zur ersten Farbe gedruckt.

Dieser Vorgang kann noch mit mehreren Farben wiederholt werden. Die dunkelste Farbe wird immer zuletzt gedruckt. 
- Kartondruck

Beim Kartondruck gibt es die Möglichkeit, wie beim Furnierdruck aus dem Material Formen auszuschneiden und auf einen Karton aufzukleben.

Eine anspruchsvollere Art des Kartondrucks ist der Kartonritz- und -schäldruck. Für diese kreative Drucktechnik verwendet man Graupappe. Die Zeichnung wird spontan mit einem Falzbein oder mit einem Kugelschreiber in den Karton eingedrückt. Sie kann auch von einem Entwurf übertragen werden. Mit dem Cutter werden die Konturen der Zeichnung angeritzt. Nun können Flächen, die nicht voll drucken sollen, mit dem Messer – unterschiedlich tief – abgehoben werden. Kleinere Flächen, die weiß bleiben sollen, kann man ganz ausschneiden. Die bearbeitete Platte wird durch Unterlegen auf die richtige Höhe gebracht, eingefärbt und in der Presse gedruckt. Der Druckvorgang kann nach Veränderungen an der Platte mit anderen Farben wiederholt werden. 
- Holz-Furnierdruck

Der Furnierdruck ist schon für Kinder der ersten und zweiten Klasse geeignet.

Die Rückseite des Furniers wird mit Doppelklebeband beklebt. Nun können die Motive mit Schere und Nagelschere ausgeschnitten werden, ohne dass das dünne Furnier splittert. Dann wird die Schutzfolie des Klebebandes abgezogen und das Motiv auf den Karton geklebt.

Beim Drucken ist es wichtig, lösemittelhaltige Farben zu verwenden, damit die feine Maserung des Holzes zur Geltung kommt. 
- Polystyroldruck

Beim Polystyroldruck wird die Zeichnung in das weiche Material (feinporiges Styropor) eingeritzt. 
Beim Drucken entsteht eine Weißliniengrafik, bei der auch die Struktur des Polystyrols zur Wirkung kommt.
- Materialdruck

Hierzu eignen sich alle flachliegenden Materialien mit einer starken Struktur, z. B. Stoffe, Jute, Felle, raue Kartons, Strukturtapeten, Blätter, Gräser, Schnüre, Wolle. Die Materialien werden auf einen kräftigen Karton geklebt.

Diese Technik ermuntert zum Experimentieren und spontanen Arbeiten, da durch die Kombination der verschiedenen Materialien immer neue Gestaltungsmöglichkeiten entstehen. Die collagehaften Druckplatten werden eingefärbt und auf einer Linoldruck- oder Rollenpresse abgedruckt. 
- Limograf

Freinet benutzte auch den Limograf – eine Art Siebdruck mit Wachsmatrize, wie sie früher im Schablonendrucker verwendet wurde. Darauf konnten die Schüler linienhaft zeichnen. Die Matrize wird unter einen A4-Siebrahmen geklebt. Mit einem breiten Gummi-Rakel wird die langsam trocknende Limografen-Farbe durchgedrückt.
- Kaltnadel-Radierung

Josef Koranda experimentierte als Kunstlehrer in Ravensburg viel mit den Kindern. Er setzte sogar die Kaltnadel-Radierung in der Grundschule ein. Unter einer durchsichtigen Rhenalon-Platte liegt die Zeichnung und mit einer Stahlnadel ritzen die Kinder ihr Motiv ein. Wie beim normalen Tiefdruck wird die Farbe mit einem weichen Tampon in die Rillen eingerieben und danach die überflüssige Farbe auf der glatten Oberfläche weggewischt. Mit selbst hergestelltem, feuchtem Büttenpapier kann nun die Druckplatte durch eine Linolpresse gedreht werden.